# Tandis que j'agonise
Pour l’article homonyme, voir As I Lay Dying.
Tandis que j'agonise (titre original en anglais : As I Lay Dying) est le cinquième roman écrit par William Faulkner publié originellement aux États-Unis le 6 octobre 1930 et en français en 1934 aux éditions Gallimard.

## Écriture du roman
L'auteur prétendait avoir écrit Tandis que j'agonise en six semaines, sans changer un seul mot. Il en a mis en fait dix : du 25 octobre, date de la première page manuscrite, au 11 décembre 1929,. Le roman est rédigé entre les deux versions de Sanctuaire — la première ayant été refusée par son éditeur. Le dactylogramme est fini le 12 janvier 1930 et le livre paraît le 6 octobre. 
Le titre provient du Chant XI de L'Odyssée d'Homère quand Agamemnon déclare à Ulysse : « Je cherchai à lever les mains et les laissai retomber à terre, mourant (« As I Lay Dying »), percé du glaive ; et la chienne s'éloigna, sans avoir le cœur, quand je m'en allais chez Hadès de me fermer les yeux de ses mains et de me clore les lèvres. »
Le roman utilise la technique littéraire du courant de conscience. Les narrateurs sont multiples, les chapitres de longueur variable ; le chapitre le plus court concerne Vardaman, le benjamin, et est composé de seulement cinq mots : « Ma mère est un poisson ». Le roman, qui compte 59 chapitres et 15 narrateurs, se déroule dans le comté fictif de Yoknapatawpha dans le Mississippi.

## Version française

### Version initiale
Dès novembre 1931, l'accord de principe de publication en français est trouvé entre l'éditeur américain et Gaston Gallimard grâce à l'action de Maurice-Edgar Coindreau, traducteur français et professeur de littérature à l'université de Princeton. Les pourparlers quant aux détails de la traduction (arrivée en février 1932), signature de contrat, ordre de publication — William Faulkner n'a alors jamais été publié en France et les éditions Gallimard hésitent à publier en premier Sanctuaire ou Tandis que j'agonise —, rédaction de la préface (Julien Green et André Maurois sont pressentis, ce sera finalement Valery Larbaud qui la rédigera), se déroulent au printemps 1932 avant un achevé d'imprimer du 30 avril 1934 et une publication dans les jours qui suivirent.
Les ventes se chiffrent à 4 000 exemplaires la première année, à près de 8 000 dix ans plus tard, et à moins de 12 000 trente ans plus tard, en 1964.

### Version poche
La traduction française du roman paraît en version poche chez Gallimard, dans la collection « Folio », en 1973, avec la préface originale de Valery Larbaud. Est ajoutée une postface, écrite par Michel Gresset (1936-2005), qui recontextualise l'ouvrage et la préface : « Quarante ans après, […] personne ne songerait plus à le présenter comme un « roman de mœurs rurales » […] : car le Sud de Faulkner, de Caldwell et de bien d'autres venus depuis, même s'il est ici presque dépourvu de Noirs, n'est plus pour nous, comme il l'était pour Larbaud, l'exotisme même. »

### Version illustrée
Les mêmes éditions Gallimard publient chez Futuropolis le texte intégral en version illustrée par André Juillard, avec les mêmes préface et postface, en 1991.

## Résumé
La famille Bundren habite la région de Yoknapatawpha, dans le Mississippi. La mère, Addie est sur le point de mourir et fait promettre à son mari, Anse, de l'enterrer parmi les siens dans le cimetière de Jefferson situé à plus de 40 miles de la ferme Bundren. Une fois Addie décédée, la famille entame donc une traversée du pays jusqu'au cimetière en question. Sur le chemin, Anse refuse plus d'une fois l'aumône, certainement pour mieux apitoyer, mais condamnant ainsi plusieurs fois sa famille à dormir dehors et être privée de repas.
Le fils aîné, Cash, se casse la jambe au cours du voyage, et, s'il accepte l'attelle artisanale que lui fabriquent sa famille et le docteur Peabody (personnage récurrent des romans de Faulkner), il nie en souffrir, à l'image de son père. Darl, le second fils, est celui qui intervient le plus dans le roman, et le lecteur peut apprécier le progressif déclin de son état mental (il met notamment le feu à un ranch dans lequel le groupe avait entreposé le cercueil d'Addie). Jewel, le troisième fils, hésite à déserter le groupe, surtout après que Anse a vendu son cheval adoré. Il est plus tard révélé par le révérend Whitfield que Jewel est en fait son fils caché, ce qu'il semble être le seul à connaître. Le quatrième enfant est une jeune fille de dix-sept ans, Dewey Dell, qui, enceinte d'un fermier appelé Lafe, cherche surtout à se rendre à Jefferson pour un avortement. Le dernier membre de la famille est le benjamin, Vardaman. Addie dit de lui qu'il est l'enfant qu'elle a dérobé à son mari (à travers Jewel) ; fort jeune, il ne saisit pas tout à fait les enjeux de cette odyssée.
À Jefferson,  Darl est arrêté pour l'incendie du ranch, et conduit en hôpital psychiatrique. Dewey Dell est dupée par le pharmacien, qui lui procure des pilules d'avortement (en réalité du talc) en échange d'un rapport sexuel dans l'arrière-boutique. La pauvre se fait aussi subtiliser les quelques dollars en sa possession par Anse, qui s'achète un dentier, et épouse une femme de Jefferson, celle-là même qui avait accepté de leur prêter des pelles pour enterrer Addie.

## Personnages principaux
- Addie Bundren : épouse de Anse Bundren, c'est elle qui agonise. Elle a demandé à son mari d'être enterrée à Jefferson parmi les siens. Cette exigence acceptée par Anse est à l’origine de l'épopée qui va conduire son cercueil pendant neuf jours jusqu'à Jefferson. Avant son mariage, elle était maîtresse d'école. Elle raconte dans le chapitre dont elle est le narrateur combien elle aimait fouetter ses élèves.
- Anse : chef, apparent, de famille, il s'est depuis longtemps construit un personnage de malade ou d'invalide. En dehors de la parole donnée à sa femme, il ne semble préoccupé que par l'achat d'un dentier.
- Cash : fils aîné du couple et membre le plus rationnel et réaliste de la famille. Bon charpentier, il fabrique au début du roman le cercueil de sa mère à la demande et sous les yeux de celle-ci.
- Darl : deuxième fils d'Anse et Addie ; il apparaît au lecteur comme étant le personnage le plus intelligent ou, en tout cas, le plus sensible et objectif, alors que la population du village semble le considérer comme le plus étrange. Il est le narrateur le plus fréquent du roman, avec 30 chapitres. Il en est aussi le héros tragique, puisqu'il finit interné.
- Jewel Bundren : troisième fils d'Addie, mais son vrai père est le pasteur Whitfield.
- Dewey Dell : quatrième enfant d'Addie, et sa seule fille, elle se trouve enceinte sans être mariée et cherche à se faire avorter.
- Vardaman Bundren : dernier enfant d'Addie et Anse.
- Vernon Tull : voisin des Bundren.
- Cora Tull : épouse de Vernon.
- Eula Tull : fille des Tull.
- Kate Tull : fille des Tull.
- Lucius Quintus Peabody : médecin.
- Whitfield : pasteur, père biologique de Jewel.
- Lafe : ouvrier agricole.
- Lon Quick (Old Lon Quick) : fermier, voisin des Bundren.
- Lon Quick : fils du précédent.
- Skeet MacGowan : employé de drugstore.
- Moseley : pharmacien installé à Mottson.
- Samson : voisin des Bundren.
- Rachel Samson : épouse du précédent.
- Snopes : fermier.
- Surrat : représentant de commerce.
- Will Varner (Uncle Billy) : voisin des Bundren.
- Jody Varner : fille de Will.
- Armstid : fermier voisin des Bundren.

### Source
- A. Nicholas Fargnoli, Michael Golay, Critical Companion to William Faulkner, Infobase Publishing, 2009, p. 50-56

## Adaptations

### Au théâtre
Dès sa parution, Jean-Louis Barrault s'est déclaré bouleversé par ce roman et décide d'en faire une adaptation théâtrale. Le mimodrame intitulé Autour d'une mère est créé en juin 1935 au théâtre de l'Atelier et se joue durant une semaine ; Barrault tente sans succès de remonter la pièce qui avait été très bien accueillie par la critique et contribue dans un deuxième temps au succès du roman en France.

### Au cinéma
L'acteur et réalisateur américain James Franco adapte le roman au cinéma dans le film As I Lay Dying, présenté en compétition dans la section « Un certain regard » lors du Festival de Cannes 2013. Quelques années auparavant, ce roman fut aussi à la base des thématiques et forces motrices du film Trois enterrements (2005) de Tommy Lee Jones qui reprend les éléments essentiels de l'œuvre de Faulkner.